# Unser täglich Brot (2005)
Unser täglich Brot ist ein Dokumentarfilm, der sich mit der Massenproduktion von Lebensmitteln in Europa beschäftigt. Er wurde zwischen 2003 und 2005 vom österreichischen Regisseur, Kameramann und Produzenten Nikolaus Geyrhalter in verschiedenen europäischen Ländern gedreht. Kinostart war der 21. April 2006 (Österreich) respektive der 18. Januar 2007 (Deutschland).

## Inhalt
Der Film wirft einen Blick auf die Massenproduktion von Lebensmitteln. Er kommt dabei ganz ohne Sprache oder Ortsangaben aus und überlässt damit dem Zuschauer die Bewertung des Gesehenen.
Es werden unkommentierte Filmaufnahmen von der Züchtung bis zur Schlachtung von Tieren sowie der industriellen Anpflanzung und Ernte von Obst und Gemüse gezeigt. Auf die exzessive Verwendung von Pestiziden und die Behandlung von Tieren als Ware, z. B. durch die maschinelle Auslese und Verpackung von lebenden Küken, wird ein besonderes Augenmerk gelegt.
Zwischen die Szenen wurden Aufnahmen von Arbeitern in den Fabriken und Plantagen geschnitten, die diese bei ihrer Mittagspause zeigen.

## Kritiken
- Skip: Essen ist Macht. Der österreichische Filmemacher Nikolaus Geyrhalter zeigt in gewaltigen Bildern das monströse Paralleluniversum der Nahrungsmittelproduktion.
- OE1 (Memento vom 9. September 2006 im Internet Archive): Präzise Bilder von Schlachthöfen und Gemüsefarmen aus ganz Europa geben Auskunft. Doch Informationen, woher die Aufnahmen stammen, gibt es nicht. Interesse sollte nur für die Sache an sich geweckt und im Zuseher selbst etwas bewirkt werden.

„Der in ungewöhnlichem Rhythmus montierte Dokumentarfilm führt in komplexe und geheimnisvolle Bilderwelten, konfrontiert mit einer ins Destruktive umgeschlagenen Kreativität und regt zum Nachdenken über den biblischen Schöpfungsauftrag an.“

## Preise
- Grand Prix, Festival International du Film d’Environnement, Paris, 2006
- EcoCamera Award, Rencontres internationales du documentaire de Montréal, 2006
- Bester Film, Ecocinema International Film Festival Athens 2006
- Ehrende Erwähnung, Jury-Preis – Internationales Feature – Hot Docs Canadian International Documentary Festival Toronto 2006
- Special John Templeton Prize – Visions du Réel, Nyon 2006:
- Special Jury Award – International Documentary Film Festival Amsterdam 2005
- Adolf-Grimme-Preis 2008 in der Kategorie Information und Kultur